# タイム・アンド・マテリアル
タイム・アンド・マテリアル（英: Time and materials, T＆M) または工数単価方式、人月単価方式は、建設、製品開発などの作業の契約で一般的に使われている方式で、雇用主は、請負業者または下請け業者の従業員の作業時間に基づいて請負業者に料金を支払う形態である。タイム・アンド・マテリアルは、一般に、プロジェクトサイズを正確に見積もることができないプロジェクト、またはプロジェクトの要件が変更される可能性が高い場合に使用される。 
これは、請負業者が従業員、下請け業者、およびサプライヤーにいくら支払うかによらず、請負業者に記載された固定金額を支払うことに同意する固定価格契約とは対照的である。
多くのタイム・アンド・マテリアル契約には、最大保証金額も含まれる。これにより、請負業者の請求可能金額に上限が設定される一方、業務が早く完了した場合、支払われる金額は少なくなる。